# Rabiria conops
Rabiria conops är en fjärilsart som beskrevs av Dyar 1914. Rabiria conops ingår i släktet Rabiria och familjen mott. Inga underarter finns listade i Catalogue of Life.